# JVC Cuijk
Il JVC Cuijk è una squadra di calcio olandese con sede a Cuijk.

## Storia
Il club fu fondato il 1º aprile 1931 con il nome di JVC '31, venendo poi rinominato con il nome attuale nel maggio del 2000. Il club ha partecipato alla Hofdklasse dal 1999 al 2010, quando è stato promosso nella nuova terza serie olandese, la Topklasse.

## Stadio
Il JVC Cuijk disputa le sue partite casalinghe nello stadio De Groenendijkse Kampen, che può contenere 3000 persone.

## Curiosità
Le lettere JVC nel nome del club sono le iniziali di Jan van Cuyck, un eroe locale che visse nel '200.